# Karl Blasel
Scènes principales
Carltheater
Theater in der Josefstadt
Karl Blasel (né le 16 octobre 1831 à Vienne, mort le 16 juin 1922 dans la même ville) est un acteur et directeur de théâtre autrichien.

## Biographie
Blasel est le onzième enfant d'un graveur de nacre dans la Lederergasse dans le 8e arrondissement de Vienne. Découvert par Johann Michael Weinkopf, il reçoit une formation de chœur au Wiener Hofoper. Il fait sa première apparition dans un petit rôle de La Flûte enchantée. Dans l'école de chant de Josefstadt dirigée par M. Hüpfel, il rejoint un groupe qui met en place un théâtre. Il rencontre alors Josef Matras, qui fournit de la nourriture aux troupes.
Dans la saison théâtrale 1849-1850, Blasel fait ses débuts sous la direction de Thomé à Laibach en tant que choriste dans la pièce Die Reise nach Graz. Karl rencontre ici sa collègue Johanna Wellen, qu'il épouse en 1949 dans l'église paroissiale de Lemberg. Leur fils Leopold deviendra acteur.
Au début, il est engagé à plusieurs reprises dans les rôles d'un garçon sauvage ou d'un amoureux adolescent puis devient comique. Au cours des années suivantes, il est membre de diverses scènes, y compris en 1851 et 1856 au National Theater Innsbruck. À partir de 1863, Karl Blasel apparaît au Theater an der Wien, alors dirigé par Franz Stampfer. Il a de nombreux rôles d'opérette comique, tels que le roi Bobêche dans Barbe Bleue, le prince Paul dans La Grande-duchesse de Gérolstein et le roi Ménélas dans La Belle Hélène. Il acquiert une popularité. À cette époque, Blasel joue également avec succès, notamment aux théâtres de Linz et Graz.
En 1869, Karl Blasel accepte l'appel du Carltheater et y apparaît pour la première fois le 22 mars dans Glück, Mißbrauch und Rückkehr de Johann Nestroy. Il a de grands succès en formant un trio avec Wilhelm Knaack et Josef Matras.
En août 1883, Blasel loue le Theater in der Josefstadt pendant cinq années consécutives à son propriétaire, le comte Degenfeld-Schönburg. Cependant, en raison d'un contrat de bail existant avec Karl Costa, il ne peut gérer l'établissement en tant que directeur qu'à partir du 12 septembre 1885. Le 23 juin de l'année suivante, Karl Blasel a les droits civiques de la ville de Vienne. Sous la direction administrative de Blasel, le théâtre a un grand succès commercial. Le 18 octobre 1888, une revue a lieu pour marquer le centenaire de l'établissement, à laquelle l'empereur François-Joseph et le prince héritier Rodolphe sont également présents.
En février 1889, on annonce que Blasel passerait à nouveau au Carltheater à partir du 1er août 1889, malgré le contrat de bail qui existait jusqu'en 1891, pour succéder au directeur précédent, Franz Steiner. Il loue le théâtre pendant cinq ans et prévoit de continuer à l'exploiter avec son personnel actuel. Seules des pièces comiques viennoises sont jouées. En 1895, il est remplacé comme directeur par Franz von Jauner. La rupture définitive avec le Carltheater a lieu en 1896, lorsque les tensions avec le nouveau directeur aboutissent à un changement de formation. Blasel revient d'abord au Theatre an der Wien.
En juillet 1899, à l'âge de 69 ans et peu avant son 50e anniversaire de scène, Blasel loue le Colloseum. Une nouveauté est les représentations quotidiennes pendant l'été. Le 1er décembre 1899, Karl Blasel reçoit la Croix d'or avec couronne du Mérite civil au cours de son 50e anniversaire de scène. Deux ans seulement après la rénovation et l'ouverture, le théâtre ferme. Blasel accuse la société propriétaire et la forte concurrence du centre-ville et déclare faillite le 2 mars 1901. Il a un engagement au Jantsch-Theater à Vienne avant son retour au Carltheater en octobre 1901.
En 1902, Blasel devient auteur. À l'été 1902, le Jantsch-Theater présente sa pièce Eine Millionenerbschaft, Blasel tient le premier rôle.
Karl Blasel est acteur presque jusqu'à sa mort. Il joue dans un film Karl Blasel als Zahnarzt, production de Wiener Kunstfilm, en 1912.
Il a tombe une honorifique au cimetière central de Vienne. En 1925, la Blaselgasse est nommé en son honneur dans le quartier de Währing.

## Source de la traduction
- (de) Cet article est partiellement ou en totalité issu de l’article de Wikipédia en allemand intitulé « Karl Blasel » (voir la liste des auteurs).